# Delia recurvata
Delia recurvata este o specie de muște din genul Delia, familia Anthomyiidae, descrisă de Fan în anul 1986.
Este endemică în Sichuan. Conform Catalogue of Life specia Delia recurvata nu are subspecii cunoscute.